# Balatonfűzfő
Balatonfűzfő [balatonfýsfé] je město a letovisko v Maďarsku v župě Veszprém, spadající pod okres Balatonalmádi. Leží u břehu Balatonu a je nejsevernějším sídlem, které u Balatonu leží. Nachází se asi 10 km jihovýchodně od Veszprému. V roce 2015 zde žilo 4 142 obyvatel. Podle údajů z roku 2011 zde žijí 87,9 % Maďaři, 1,6 % Němci a 0,2 % Romové.
Nejbližšími městy jsou Balatonalmádi, Balatonkenese, Berhida a Veszprém. Blízko jsou též obce Balatonakarattya, Balatonfőkajár, Királyszentistván, Litér a Papkeszi.